# Ark Invest
ARK Investment Management LLC ist eine US-amerikanische Investmentgesellschaft mit Hauptsitz in Saint Petersburg. Sie wurde 2014 von Cathie Wood gegründet. Das verwaltete Vermögen lag im Februar 2021 bei 50 Milliarden US-Dollar. Ark verwaltet mehrere aktiv verwaltete Fonds im ETF-Format.

## Geschichte
Ark Invest wurde 2014 von der Ökonomin und Finanzanalystin Cathie Wood gegründet. Wood arbeitete für Capital Group, Jennison Associates und zuletzt als Chief Investment Officer für globale thematische Strategien bei AllianceBernstein. Der Name Ark ist ein Akronym für Active Research Knowledge. Im Jahr 2014 legte Ark seinen ersten aktiv verwalteten Fonds im ETF-Format auf.
Im November 2020 kündigte Resolute Investment Managers an, eine Mehrheitsbeteiligung an Ark Invest zu erwerben, basierend auf einer Vereinbarung aus dem Jahr 2016. Im Dezember 2020 wurde diese Ankündigung rückgängig gemacht, da Cathie Wood eine Option auf die Wiedererlangung der Mehrheitsbeteiligung an Ark Investment zurückkaufte und eine Vereinbarung mit Resolute Investment traf, während sie weiterhin die Vertriebsdienstleistungen von Resolute nutzt. Resolute Investment bleibt Minderheitsaktionär.
Im Dezember 2020 wurde der ARK Innovation ETF zum größten aktiv verwalteten ETF. Die größte Position dieses Fonds war das Unternehmen Tesla. Der Wertsteigerung der von Ark verwalteten Fonds erregten im Laufe des Jahres 2020 große Aufmerksamkeit in den Medien und hohe Kapitalzuflüsse in diese. Anfang 2021 war der Einfluss von Ark Invest so groß geworden, dass Gerüchte um die Etablierung neuer Positionen den Wert einzelner Aktien beeinflussen konnten.
Im Oktober 2021 verlegte Ark Invest seinen Hauptsitz von New York City nach Florida.
Der ARK Innovation ETF war zunächst erfolgreich, erlitt im Bärenmarkt von 2022 aber erhebliche Verluste, die bis 2024 nicht wieder eingeholt werden konnten. Die 3-Jahres-Performance des ETF liegt bei −65,77 % (Stand 7. Februar 2024). Eine Datenauswertung von morningstar.com kam zu dem Ergebnis, dass der ARK ETF Trust insgesamt 14 Milliarden US-Dollar Wert verloren habe, davon die Hälfte mit dem Innovation ETF.

## Anlagestrategie
In seiner Anlagestrategie konzentriert sich Ark Invest auf disruptive Technologien und investiert gezielt in innovative Unternehmen, die diese anwenden. Zu diesen Technologien gehören künstliche Intelligenz, DNA-Sequenzierung, Gen-Editing, Robotik, Elektrofahrzeuge, Energiespeicherung, Fintech, 3D-Druck und Blockchain-Technologie. Es investiert auch in Kryptowährungen. Darüber hinaus veröffentlicht Ark aktuelle Analysen, Transaktionen und Portfolios und öffnet seine Research-Reviews auch für die Öffentlichkeit. Neben Finanzanalysten beschäftigt Ark auch Wissenschaftler und Informatiker, da diese die Auswirkungen von disruptiven Technologien anders betrachten.

## Fonds
Ark Invest verwaltet die folgenden aktiv verwalteten Fonds.
- ARK Innovation ETF (ARKK)
- Autonomous Technology & Robotics ETF (ARKQ)
- Next Generation Internet ETF (ARKW)
- Genomic Revolution ETF (ARKG)
- Fintech Innovation ETF (ARKF)
- The 3D Printing ETF (PRNT)
- Israel Innovative Technology ETF (IZRL)
- Space ETF (ARKX)
- Transparency ETF